# TCR Brasil
El TCR Brasil es un campeonato brasileño de automovilismo disputado bajo la homologación TCR, disputado por primera vez en 2023.

## Historia
La temporada inaugural comenzó en junio de 2023. La primera ronda se realizó en Interlagos con 14 vehículos inscriptos. El calendario estuvo conformado por cinco fechas, con nueve carreras compartidas con TCR South America y dos independientes, disputadas en Velo Città. El brasileño Galid Osman fue el primer campeón de la categoría.

## Campeones
| Campeonato de Pilotos | Campeonato de Pilotos | Campeonato de Pilotos | Campeonato de Pilotos      |           | Campeonato de Equipos      | Campeonato de Equipos |
| Año                   | Piloto                | Equipo                | Automóvil                  | Equipo    | Automóvil                  |                       |
| --------------------- | --------------------- | --------------------- | -------------------------- | --------- | -------------------------- | --------------------- |
| 2023                  | Galid Osman           | W2 Pro GP             | Cupra León Competición TCR | W2 Pro GP | Cupra León Competición TCR |                       |
| 2024                  |                       |                       |                            |           |                            |                       |